# 荆竹坝岩棺群
荊竹壩崖棺群位於四川省巫溪縣荊竹壩，現屬重慶市。文物遺址年代判定為漢。1991年4月16日公佈為四川省第三批省級重點文物保護單位。2000年9月7日列為第一批重慶市文物保護單位。2013年3月5日列為第七批全國重點文物保護單位。